# Skogsgräsfågel
Skogsgräsfågel (Bradypterus lopezi) är en fågel i familjen gräsfåglar inom ordningen tättingar.

## Utseende och läte
Skogsgräsfågeln är en medelstor sångare med en lång och spetsig stjärt. Fjäderdräkten varierar geografiskt, mestadels mattbrun eller olivgrön, dock mer bjärt roströd hos fåglar i Albertineriften. Arten är lik både kanelgräsfågeln och bangwagräsfågeln, men skiljs i större delen av utbredningsområdet på mycket mindre rostrött i fjäderdräkten och överallt genom frånvaro av tydligt avgränsad vit strupe. Sången består av en serie "chu-wit" som gradvis ökar i ljudstyrka.

## Utbredning och systematik
Skogsgräsfågel delas in i åtta underarter med följande utbredning:
- lopezi-gruppen
  - Bradypterus lopezi camerunensis – förekommer vid berget Kamerun
  - Bradypterus lopezi manengubae – förekommer vid berget Manenguba i sydvästra Kamerun
  - Bradypterus lopezi lopezi – förekommer på Bioko (Guineabukten)
- Bradypterus lopezi barakae – förekommer i Demokratiska republiken Kongo, Rwanda och sydvästra Uganda
- Bradypterus lopezi boultoni – förekommer i Angola
- mariae-gruppen
  - Bradypterus lopezi mariae – förekommer från Kenya till nordöstra Tanzania
  - Bradypterus lopezi usambarae – förekommer från södra Kenya (Taita-klipporna) till sydvästra Tanzania, norra Malawi, norra Moçambique
  - Bradypterus lopezi ufipae – förekommer från sydvästra Tanzania till sydöstra Demokratiska republiken Kongo och norra Zambia
  - Bradypterus lopezi granti – förekommer från Malawi (söder om Nyikaplatån) till norra Moçambique (berget Chiperone)

## Levnadssätt
Skogsgräsfågeln hittas i skogar på medelhög till hög höjd. Där trycker den i tät undervegetation och kan vara mycket svår att få syn på.

### Familjetillhörighet
Gräsfåglarna behandlades tidigare som en del av den stora familjen sångare (Sylviidae). Genetiska studier har dock visat att sångarna inte är varandras närmaste släktingar. Istället är de en del av en klad som även omfattar timalior, lärkor, bulbyler, stjärtmesar och svalor. Idag delas därför Sylviidae upp i ett flertal familjer, däribland Locustellidae.

## Status och hot
Arten har ett stort utbredningsområde och en stor population, men tros minska i antal till följd av habitatförstörelse, dock inte tillräckligt kraftigt för att den ska betraktas som hotad. Internationella naturvårdsunionen IUCN kategoriserar därför arten som livskraftig (LC). Världspopulationen har inte uppskattats men den beskrivs som lokalt vanlig.

## Namn
Fågelns vetenskapliga artnamn hedrar José Lopes, portugisisk taxidermist och samlare av specimen för Boyd Alexander i Kap Verdeöarna och tropiska Afrika.